# Jean Claude Hippolyte Méhée de La Touche
Pour les articles homonymes, voir La Touche (homonymie).
Jean Claude Hippolyte Méhée de la Touche, né en 1762 à Meaux et mort le 10 février 1827 à Paris 5e, est un diplomate, espion, et agent contre-révolutionnaire français, auteur de nombreux pamphlets et essais.

## Biographie
Fils d'un chirurgien originaire de Meaux, Méhée de La Touche s'oppose très jeune à l'autorité paternelle et fait plusieurs séjours à la prison de Bicêtre (1772, 1776). Enrôlé de force à Brest dans la Royale, il réussit à gagner Paris, et sert comme agent de renseignement à la police secrète sous l'Ancien Régime.
Au moment du déclenchement de la Révolution française, prenant le nom de « chevalier de La Touche », il est chargé de mission par Mirabeau et La Fayette d'abord à Saint-Pétersbourg, d'où, découvert, il est expulsé en mars 1791. Envoyé à Varsovie, il lance un journal, la Gazette de Varsovie, sous le nom de plume transparent de « Felhémési » [Méhée fils], mais là encore il est découvert par le gouvernement polonais : durant ce séjour, il passe au service de Moscou, en tant qu'agent-double. 
Revenu en France en 1792, il intègre le club des Cordeliers, puis prend part à l’attaque du palais des Tuileries, le 10 août 1792, puis aux massacres de Septembre : le 11 août, la Commune insurrectionnelle l'avait nommé secrétaire aux côtés de Sulpice Huguenin et Jean-Lambert Tallien. 
Après la chute de Robespierre, le 9 thermidor an II (27 juillet 1794), il fait campagne contre les Jacobins à travers plusieurs pamphlets dont la Queue de Robespierre (70 000 exemplaires). En novembre 1795, La Touche, proche de Tallien, est nommé premier secrétaire du ministre de la Guerre. Quelques mois plus tard, il prend les mêmes fonctions, mais cette fois auprès du ministre des Affaires étrangères, Charles-François Delacroix. Il démissionne en avril 1796 et lance le Journal des hommes Libres.
Après le coup d'État du 18 fructidor an V (4 septembre 1797), il est arrêté et expédié au bagne de Cayenne avec une dizaine d'autres dont Jean-Charles Pichegru. Amnistié, il revient sur Paris, mais Bonaparte le fait emprisonner au Temple en 1799. Libéré en 1801, il lance un hebdomadaire, L'Antidote. De nouveau arrêté, il est exilé en province, puis parvient à devenir agent double à la fois pour Bonaparte premier consul, se trouvant impliqué dans la conspiration de l'an XII, préparée en sous-main par le gouvernement français, mais aussi pour les Britanniques : officiellement chargé de révéler les activités des royalistes à Bonaparte, il sert en sous-main Londres.
Il est inclus dans l'ordonnance du 24 juillet 1815, c'est-à-dire dans la liste des personnes condamnées pour avoir servi Napoléon. Indésirable en France, il réussit à passer à Bruxelles, où il lance Le Vrai Libéral en 1817. Autorisé à rentrer à Paris en 1819, il y meurt en 1827 dans un grand dénuement à la maison de santé du docteur Dubois.

## Publications
- 1792 : Histoire de la prétendue révolution de la Pologne, réédité en 1798.
- 1801 : Antidote, ou l'Année philosophique littéraire, 2 volumes.
- 1804 : Alliance des Jacobins de France avec le ministère anglais.
- 1807 : Mémoires particuliers extraits de la correspondance d'un voyageur avec feu Mr. Caron de Beaumarchais Sur la Pologne, la Lithuanie, la Russie Blanche, Pétersbourg, Moscow, la Crimée, etc. etc., publié à Hambourg.
- 1814 : Mémoire sur procès, Paris.
- 1814 : Lettre à M. l'Abbé de Montesquiou.
- 1814 : Dénonciation au roi des actes et procédés par lesquels les ministères de S. M. ont violé la constitution.
- 1815 : Traduction des contes Théophile Conrad Pfeffel, Paris.
- 1818 : C'est lui, mais pas de lui, Bruxelles, réimprimé sous le titre Mémoires de Napoléon Bonaparte, Paris, 1821.
- 1821 : Touquetiana, Paris.
- 1823 : Extrait des Mémoires inédits sur la Révolution Française, Paris.
- 1823 : Deux Pièces importantes à joindre aux mémoires et documents historiques sur la Révolution française, Paris.